# Московский международный кинофестиваль 2008
30-й Московский международный кинофестиваль прошёл с 19 по 28 июня 2008 года. Главный приз — «Золотого Святого Георгия» — получил иранский фильм «Проще простого» (режиссёр Реза Мир Карими).
Фестивальные картины демонстрировались в двух кинотеатрах — «Октябрь» и «Художественный». Церемонии открытия и закрытия по традиции прошли в киноконцертном зале «Пушкинский».
Почётным гостем фестиваля стал знаменитый японский режиссёр и актёр Такэси Китано, ему был вручён специальный приз 30-го ММКФ — «За выдающийся вклад в мировой кинематограф».
Объём государственного финансирования кинофестиваля в 2008 году составил 90 миллионов рублей (50 % от общего объёма финансирования; остальное — спонсорские поступления).

## Жюри

### Жюри основного конкурса
- Лив Ульман, актриса, режиссёр (Норвегия) — председатель жюри
- Михаэль Главоггер (нем. Michael Glawogger), режиссёр, сценарист (Австрия)
- Ирина Розанова, актриса (Россия)
- Дерек Малкольм (англ. Derek Malcolm), кинокритик (Великобритания)
- Себастьян Аларкон (исп. Sebastián Alarcón), режиссёр (Чили)

### Жюри конкурса «Перспективы»
- Янош Сас, режиссёр (Венгрия) — председатель жюри
- Анна Меликян, режиссёр (Россия)
- Стефан Китанов, продюсер, директор МКФ в Софии (Болгария)

## Фильмы-участники

### Основной конкурс
| Название                | Режиссёр                 | Страна                  | Год  |
| ----------------------- | ------------------------ | ----------------------- | ---- |
| Абсурдистан             | Файт Хельмер             | Германия, · Азербайджан | 2008 |
| Война на другом берегу  | Ли Синь                  | Китай                   | 2007 |
| Дзифт                   | Явор Гырдев              | Болгария                | 2008 |
| Для моего отца          | Дрор Захави              | Израиль                 | 2007 |
| Дни и облака            | Сильвио Сольдини         | Италия, · Швейцария     | 2007 |
| Луна и другие любовники | Бернд Бёлих              | Германия                | 2008 |
| Мао Цзэдун              | Бесник Биша              | Албания                 | 2007 |
| На семи ветрах          | Гвюдни Халльдоурсдоуттир | Исландия                | 2007 |
| Однажды в провинции     | Екатерина Шагалова       | Россия                  | 2008 |
| Посетитель              | Томас Маккарти           | США                     | 2007 |
| Почти девственница      | Петер Бачо               | Венгрия                 | 2008 |
| Пробуждение от сна      | Фредди Мас Франкеса      | Испания, · Польша       | 2008 |
| Простая душа            | Марион Лейн              | Франция                 | 2008 |
| Проще простого          | Реза Мир Карими          | Иран                    | 2008 |
| Райские птицы           | Роман Балаян             | Украина                 | 2008 |
| Сад                     | Сергей Овчаров           | Россия                  | 2008 |

### Конкурс «Перспективы»
| Дом тёмных бабочек                                | Доме Карукоски                       | Финляндия                     | 2008 |
| Кумбия нас связала                                | Рене У. Вильяреаль                   | Мексика                       | 2007 |
| Один кадр                                         | Линда Вендель                        | Дания                         | 2008 |
| Парк Шанхай                                       | Кай Кевин Хуан                       | Китай                         | 2008 |
| Под снегом                                        | Канделья Фигейра, Майтена Мурусабаль | Испания, · Аргентина          | 2007 |
| Рассвет/Закат                                     | Виталий Манский                      | Россия                        | 2008 |
| Рерберг и Тарковский. Обратная сторона «Сталкера» | Игорь Майборода                      | Россия                        | 2008 |
| Что же с нами будет?                              | Ёсихико Мацуи                        | Япония                        | 2008 |
| Что я сделал не так?                              | Ню Чень-Зер                          | Китай, · Китайская Республика | 2007 |
| Чужая                                             | Джоанна Хогг                         | Великобритания                | 2007 |

### Программа «Отражения»
- Барабанщик (Гонконг — Тайвань — Германия, 2007)
- Два дня в Париже (Франция — Германия, 2007)
- Континенталь — фильм, в котором нет ружья (Канада, 2007)
- Об этом не знает никто (Дания — Швеция, 2008)

и другие

## Награды фестиваля
- «Золотой Святой Георгий» — Главный приз за лучший фильм:

«Проще простого», Иран (режиссёр Реза Мир Карими).
- Приз «За лучший фильм конкурса „Перспективы“» и сертификат на десять тысяч метров киноплёнки:

«Кумбия нас связала», Мексика (режиссёр Рене У. Вильяреаль).
- Приз за лучшую режиссёрскую работу:

Явор Гырдев («Дзифт», Болгария).
- Приз за лучшее исполнение женской роли и часы «Carrera y Carrera»:

Маргарита Буй («Дни и облака», Италия).
- Приз за лучшее исполнение мужской роли и часы «Carrera y Carrera»:

Ричард Дженкинс («Посетитель», США).
- Специальный приз жюри:

Марион Лейн за фильм «Простая душа», Франция.
- Приз имени Станиславского «Я верю» за выдающееся актёрское мастерство:

актриса Изабель Юппер, Франция.
- Приз Международной федерации кинопрессы (ФИПРЕССИ):

«Однажды в провинции», Россия